# Ryan Ochoa
Ryan Ochoa (San Diego, 17 mei 1996) is een Amerikaans jeugdacteur. Hij heeft rollen gehad in onder andere  Pair of Kings, iCarly, Seven Pounds en The Perfect Game.

## Filmografie
- Pair of Kings (2010) (tv-serie)
- A Christmas Carol (2009)
- Seven Pounds (2008)
- iCarly (2008) (tv-serie)
- Parental Guidance (2008)
- The Perfect Game (2008)
- Nostalgia (2007)
- Mostly Ghostly (2014)
- iCarly (2022)